# پی‌اوپی‌سی
پی‌اوپی‌سی (به انگلیسی: POPC) یک ترکیب شیمیایی با شناسه پاب‌کم ۵۴۹۷۱۰۳ است. 